# Meluhha

Moyen-Orient et Indus, fin du : Dilmun, Magan, Meluhha

Meluhha était le nom donné par les Akkadiens puis les Sumériens de la dynastie d’Ur III (ce vocable apparaît dans les textes cunéiformes vers 2350 av. J.-C.) à une région prospère qui semble située au-delà des antiques pays de Dilmun (a priori l’île de Bahreïn) et de Magan (sans doute la côte orientale de la péninsule d’Arabie, du sultanat d’Oman au Yémen) et qu’on identifie généralement à la civilisation de la vallée de l'Indus.

## Identification avec la Civilisation de la vallée de l’Indus

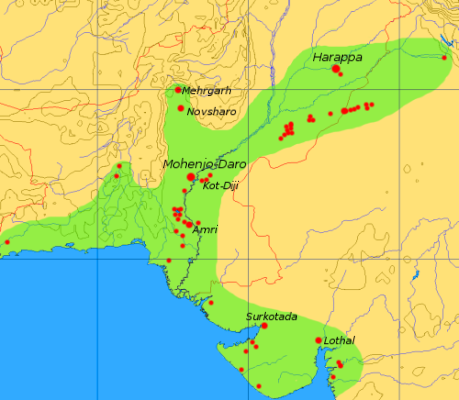
Domaine de la Civilisation de la vallée de l'Indus.

Au-delà des allusions relevées dans les tablettes mésopotamiennes qui évoquent un pays situé à l’est au-delà de Dilmun et Magan, ce sont surtout les preuves archéologiques indéniables d’un important trafic commercial entre la civilisation harappéenne et la Mésopotamie de la fin du IIIe millénaire av. J.-C. qui corroborent l’idée que Meluhha désignait, pour les Mésopotamiens, la Civilisation de la vallée de l'Indus. Les motifs mésopotamiens sont nombreux dans les sceaux de l’Indus, et certains motifs indusiens se retrouvent également dans l’iconographie mésopotamienne, tandis que les empreintes de sceaux indusiens retrouvées en Mésopotamie étaient fréquentes : les échanges commerciaux entre les deux régions étaient clairement de grande ampleur. De surcroît, l’effondrement de la civilisation harrapéenne au cours du XXe siècle av. J.-C. coïncida avec la raréfaction des mentions à Meluhha dans les cunéiformes, qui cessèrent complètement après la période des royaumes d’Isin et Larsa.
On ignore en revanche si le vocable transcrit « me-luḫ-ḫa » en cunéiforme était l’autoethnonyme des Indusiens retranscrit phonétiquement par les Suméro-Agadéens, si au contraire c’était un nom purement sumérien donné par les marchands mésopotamiens à leurs partenaire commerciaux de la basse vallée de l’Indus, ou encore si c’était un vocable emprunté par les Sumériens à un peuple tiers (par exemple des Élamites) pour désigner les gens de l’Indus avant que les Mésopotamiens eux-mêmes ne les connaissent directement.

## Identification avec des régions d’Afrique
La signification des vocables Magan et Meluhha dans les cunéiformes changea au cours du Ier millénaire av. J.-C. : les textes assyriens désignaient sous ces noms des régions manifestement voisines de l’Égypte. Selon Bernard Sergent, Meluhha pourrait avoir été attaché aux populations mélanodermes à l’origine des Dravidiens actuels et qui proviendraient des régions nilo-sahariennes jusqu’à la Corne de l'Afrique, ce qui expliquerait la dispersion de ce toponyme, qui masquerait en fait un ethnonyme.

## Tentatives étymologiques
Les rapprochements sémantiques pour expliquer Meluhha à l’aide d’autres vocables connus ne manquent pas, et certains sont assez farfelus.
- L’un des rapprochements les plus anciens et les plus convaincants relie Meluhha au nom des Mleccha, un terme védique désignant en sanskrit, dans les Shatapatha Brahmana (des textes védiques tardifs), les peuples « barbares » qui ne se conformaient pas à l’ordre social et spirituel des Indo-Aryens ; le législateur Baudhâyana disait des Mleccha qu’ils mangeaient de la viande, se satisfaisaient d’affirmations contradictoires et se conduisaient en ignorant la pureté et la droiture.
- On a aussi fait le parallèle entre « me-luḫ-ḫa » et l’urdu et le sindhi modernes malahha, qui signifie « navigateur », mot d’emprunt qui pourrait provenir des populations pré-indo-européennes de la basse vallée de l’Indus ; les Indusiens de l’âge du Bronze maîtrisaient en effet la navigation en haute mer et disposaient à Lothal d’impressionnants chantiers navals.
- D’autres rapprochements hasardeux ont été tentés, notamment avec la malachite en raison de l’association bien connue de l’Indus avec le cuivre aux yeux des Sumériens ; mais le mot malachite dériverait plutôt du grec μολοχι̃τις, via le latin molochitis (attesté chez Pline) en raison de sa couleur « mauve » (μαλάχη en grec, bien que la couleur soit en réalité plutôt verte tirant sur le bleu). On rappelle parfois l’assonance entre « me-luḫ-ḫa » et le détroit de Malacca, mais ce dernier tire son nom du sultanat malais de Malacca, fondé selon la tradition à la fin du XIVe siècle de notre ère par le prince Parameswara de Palembang, une cité hindou-bouddhique du sud de Sumatra convoitée par le royaume javanais de Majapahit, soutenu par les Chinois.